# De Herrezen Draak
De Herrezen Draak is het derde deel van de fantasy-serie Het Rad des Tijds, geschreven door Robert Jordan. Deze serie gaat over vijf jonge mensen uit het vredige dorp Emondsveld die het middelpunt worden van een vernietigende reeks gebeurtenissen die de wereld veranderen. De oorspronkelijke titel van het boek is The Dragon Reborn, en het werd uitgegeven in 1991.

## Samenvatting van het boek
In  het kamp van de Draak tracht Rhand Altor controle te krijgen over de Ene Kracht, maar tijdens een Trollok-aanval op het kamp blijkt Rhand volkomen machteloos. Rhand besluit vervolgens om alleen zijn noodlot tegemoet te treden, en reist naar de Steen van Tyr, dat volgens de 'Voorspellingen van de Draak' pas zal vallen als de Herrezen draak het zwaard Callandor in handen heeft. Moiraine Sedai, Lan Mandragoran, de Ogier Loial en Perijn Aybara volgen het spoor van Rhand, en in de stad Jarra wordt Perijn geconfronteerd met een soort wolfman, waarna Moraine hem waarschuwt voor zijn eigen gave en de gevaren van de wereld van de dromen, waarin de wolven gedeeltelijk leven. In Remen bevrijdt Perijn vervolgens de Aielman Gaul, die in een kooi op het marktplein tentoongesteld staat. Gaul en Perijn vechten met de toesnellende Witmantels, terwijl het meisje Faile Bashere, de Ta'veren met belangstelling observeert. Faile reist vervolgens met Moraines gezelschap mee naar de stad Illian, waar ze aangevallen worden door een Grijzel en een troep Duisterhonden. De Aes Sedai vrouwe ontdekt dat de Verzaker Sammael over Illian heerst, en de groep weet ternauwernood te ontkomen.
Ondertussen arriveert Verin Sedai's groep in de Witte Toren van Tar Valon, waar de band tussen Mart Cauton en de dolk van Shadar Logoth wordt verbroken. Nynaeve Almaeren, Egwene Alveren en Elayne Trakand worden gestraft voor hun ongehoorzaamheid, maar de laatste twee worden wel verheven tot Aanvaarden. Bovendien geeft de Amyrlin Zetel hun de opdracht om achter de Zwarte Ajah aan te gaan. De Toren is inmiddels geconfronteerd met de Zwarte Ajah; Liandrin Sedai en twaalf Zwarte zusters hebben de Toren verlaten nadat ze enkele Ter'angrealen gestolen hebben. Droomloopster Egwene betreedt de Tel'aran'rhiod, en ontdekt dat de Zwarte zusters naar Tyr zijn gegaan. De drie Aanvaarden gaan hen achterna en ontmoeten tijdens hun reis een groep Aiel speervrouwen die op zoek zijn naar "hij die komt met de dageraad". In Tyr schakelen zij de hulp in van de dievenvanger Juilin Sandar, die echter gedwongen wordt om hen te verraden aan de Zwarte Ajah. 
Ondertussen is Mart samen met Thom Merrilin in Caemlin beland, waar hij in opdracht van Elayne een brief aan de koningin overhandigt. Hij komt erachter dat diens nieuwe raadgever en geliefde een moordenaar achter de erfdochter heeft gestuurd. Samen met Thom reist Mart naar Tyr om Elayne te waarschuwen en ontdekt daar dat de drie Aanvaarden gevangenzitten in de Steen van Tyr. Ondertussen is Moraines groep ook in de stad gearriveerd en ontdekt ze dat de Verzaker Bel'al zich als hoogheer van Tyr voordoet. Dan loopt Faile in een val die de Zwarte Ajah voor Moiraine heeft uitgezet en Perijn betreedt Tel'aran'rhiod om haar te bevrijden, terwijl Mart, Juilin, Rhand en een leger Aielkrijgers de Steen betreden. Perijn bevrijdt zijn geliefde Faile, Mart bevrijdt de drie Aanvaarden, Moiraine doodt Be'lal, en Rhand doodt met Callandor de Verzaker Ishamael in de gedaante van Ba’alzamon. Ten slotte nemen de Aiel onder leiding van het stamhoofd Rhuarc de Steen van Tyr in. De Steen is gevallen, Callandor is gehanteerd en de draak is herboren.
Het Oog van de Wereld · De Grote Jacht · De Herrezen Draak · De Komst van de Schaduw · Vuur uit de Hemel · Heer van Chaos · Een Kroon van Zwaarden · Het Pad der Dolken · Hart van de Winter · Viersprong van de Schemer · Mes van Dromen · De Naderende Storm · De Torens van Middernacht · Het Licht van Weleer — 
Prequel: Een Nieuw Begin